# آن إي. برستون
آن إي. برستون (بالإنجليزية: Anne E. Preston)‏ هي اقتصادية أمريكية، ولدت في 17 يونيو 1955.